# آرنی رابینسون
آرنی رابینسون (انگلیسی: Arnie Robinson؛ زادهٔ ۷ آوریل ۱۹۴۸) ورزشکار پرش طول اهل ایالات متحده آمریکا بود.
وی در مسابقات کشوری و بین‌المللی در مجموع برندهٔ ۲ مدال طلا، ۱ مدال نقره، ۱ مدال برنز شده‌است.